# SSV Reutlingen 05
Maillots
Le SSV 1905 Reutlingen est un club allemand de football basé à Reutlingen dans le Bade-Wurtemberg qui évolue en Fußball-Oberliga Baden-Württemberg, 5e division allemande. Le club a plus de 1600 membres et plusieurs sections sports.

## Historique

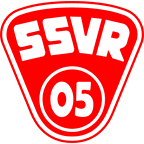
Logo du SSV Reutlingen 05 de 1938 à 1946

- 1905 : fondation du club sous le nom de FC Arminia 1905 Reutlingen
- 1910 : le club est renommé SV 1905 Reutlingen
- 1938 : fusion avec le SSV Reutlingen en SSV 1905 Reutlingen
- 1946 : fermeture du club
- 1946 : refondation sous le nom de SSV 1946 Reutlingen
- 1950 : le club est renommé SV 1905 Reutlingen

## Football

### Entraîneurs du club
- 1990-1994 : Wilfried Gröbner  Allemagne
- 1995-1996 : Ralf Rangnick  Allemagne
- 1998-2001 : Armin Veh  Allemagne
- 2017-2019 : Teodor Rus  Roumanie

## Tennis de table
À partir de 1978, la section pongiste a évolué sous le nom de SSV Heinzelmann Reutlingen, une entreprise de l'industrie textile gestionnaire dans les années 1970 et 1980, dirigé par Manfred Grumbach. En tant que nouveau sponsor, s'est engagé le fabricant finlandais de mobilier de bureau Martela, renommant le club SV Martela Reutlingen.

Reutligen est devenu le premier club allemand de l'histoire a remporté la Coupe d'Europe des Clubs Champions en 1980

### Palmarès
- Coupe d'Europe des Clubs Champions (2)
  - Vainqueur en 1982 et 1983
- Coupe d'Europe des Villes des foires (1)
  - Vainqueur en 1980
  - Finaliste en 1976 et 1988
- Champion d'Allemagne (1)
  - Champion en 1977
- Coupe d'Allemagne (3)
  - Vainqueur en 1977, 1980 et 1981
  - Finaliste en 1984